# Zika Ascher
Zika Ascher (3. dubna 1910 Praha – 5. září 1992 Londýn), plným jménem Zikmund (Jiří) Ascher (v dobovém tisku přezdívaný Šílený hedvábník), byl český obchodník, podnikatel v textilním průmyslu, umělec i návrhář, a také vynálezce, který dosáhl úspěchu nejen v Čechách, ale především v britském a francouzském textilním obchodě, umění a módě. Založil a vedl textilní firmu, která obchodovala s látkami, jejichž potisky (design) navrhoval nejen on sám, ale i slavní výtvarníci, sochaři a designéři (té doby). Vyvíjel také experimentální tkaniny, byl inovátorem v této oblasti.
Československo bylo před druhou světovou válkou zemí s vysoce rozvinutou textilní výrobou a rozsáhlou obchodní sítí. Součástí tohoto dění byly také obchody hedvábnými látkami Zikmunda a Jindřicha Ascherových (dědečka a strýce Ziky), které se nacházely nedaleko Václavského náměstí, v ul. 28. října, čp. 14, v Praze.

## Rodina
Ascher se narodil (jako druhý syn) v Praze, v rodině bohatého židovského obchodníka Gustava Aschera (1870-1911), a jeho manželky Anny, rozené Kolářové . Mimo obchodního talentu měl Zika také sportovní vlohy, vyhrál řadu mezinárodních závodů, počátkem 30. let 20. století se stal mistrem Československa v lyžařské trojkombinaci, v roce 1936 se zúčastnil olympiády v Garmish-Partenkirchenu, v roce 1938 vyhrál Velkou cenu Československa. Jeho styl jízdy byl velmi razantní, proto mu novináři dali přezdívku Šílený hedvábník. Stejně divokým způsobem později i řídil auto. Patřil k nejmladší předválečné generaci pražské rodiny Ascherů, společně se sestrou Jiřinou, a bratrem Josefem, se kterým v roce 1933 otevřeli v centru Prahy obchod s textilním zbožím. Brzy se stali nejvyhledávanějšími, látky dováželi z Paříže, pro zákazníky byl jejich obchod atrakcí. Zboží se ve výlohách automaticky vyměňovalo, pomocí otáčivého systému páternoster. V únoru 1939 se Zika oženil s Ludmilou Tydlitátovou (1913 Praha - 1983 Londýn), nejmladší ze šesti dětí bohaté pražské katolické rodiny Františka Tydlitáta (rodina se věnovala obchodu s potravinami). Lída nejprve studovala rodinnou školu ve Švýcarsku, a pak obchodní školu v Grenoblu. Mluvila třemi světovými jazyky. Po okupaci Československa a zavedení norimberských zákonů se manželé museli (kvůli Zikovu židovskému původu) vystěhovat do Anglie (resp. ze své svatební cesty – do Norska – se zpět, do Prahy, již nevrátili). V roce 1940 vstoupil Zika do československých jednotek britské armády. Ascherovi měli jediného syna Petra, žijícího dnes v USA, kam (v roce 1978, ve svých 27 letech) s manželkou Robin odešel, a kde do nedávné doby podnikal v textilu, provozoval Ascher Studio New York.

## Textilní design
V roce 1942 založil Zika, s manželkou Ludmilou, vlastní textilní společnost, firmu s názvem Ascher (London) Ltd.. Záhy se ukázalo, že pouhému obchodování s látkami se tolik nedaří, proto se soustředili na potisk látek (pro výrobu dámských oděvů). Bratranec Ernest Ascher, zvaný Enda, který dlouhodobě pobýval v Paříži (jako obchodník s obrazy), jim pomáhal s navazováním obchodních kontaktů. Zikova odvážná myšlenka - oslovit umělce, a podle jejich návrhů realizovat potisk luxusních hedvábných šátků a také oděvních látek, měla úspěch. Zkombinováním výtvarného umění a průmyslu chtěl zpřístupnit umění široké veřejnosti. Koncept byl nový a originální, a byl v souladu se sociálními ideály poválečné evropské umělecké komunity. Pro rozvoj firmy byly důležité cesty Lídy (později i Ziky) do Paříže. V Café du Rond Point na Champs-Élysées se manželé setkávali se současnými malíři té doby, známými či začínajícími, žádali je o návrhy designu nejen pro látky, ale i na šály a šátky, sjednávali kontrakty. Celkem se setkali s cca padesáti (jejich myšlence naslouchajícími), nejen francouzskými umělci, mezi kterými byli např. Pablo Picasso, Henri Matisse, André Derain, Alexander Calder nebo Sonia Delaunay . Někteří umělci se spoluprací souhlasili, např. Feliks Topolski (jako první v roce 1943), Henry Moore a Cecil Beaton (v roce 1944), Graham Sutherland, Barbara Hepworth, Ben Nicholson a dokonce herec James Mason, jehož design představoval karikatury Noëla Cowarda a Margaret Lockwoodové, jiní si kladli vysoké finanční požadavky. Kolekce zhruba třiceti hedvábných šátků, tzv. Ascher Squares, která ze spolupráce s oslovenými umělci vznikla, se brzy stala světovým bestsellerem a pomohla odstartovat Ascherovu hvězdnou kariéru. Squares byly posléze vystaveny (zarámované jako obrazy) téměř na všech kontinentech. Na sklonku roku 1947 hostil výstavu i pražský Mánes, kde Ascherovy šátky doplnil tištěný textil, podle návrhů českých výtvarníků. Většina výrobků - uměleckých děl - je dnes ve sbírce Victoria & Albert musea v Londýně. Vzhledem k tomu, že byly tištěny v limitovaných edicích, staly se posléze sběratelským artiklem, a také se dražily v aukcích (šátek, navržený Alexanderem Calderem, dosáhl v roce 2006 v Christie's New York ceny 10 tis. dolarů).
V roce 1945 se sídlem firmy Ascher stal dům ve Wigmore Street, v centru Londýna. O jejich showroomu - obchodu s látkami řekl rodinný přítel Patrick Grossmann:... nikdy jsem neviděl tolik látek...byly všude....a pak se za nimi vždy vynořil Zika...Mimo obchod firma provozovala vlastní tiskárnu, aby zajistila co možná nejvyšší kvalitu svých výrobků.
Zika Ascher ve své době ovlivnil také slavné návrháře haute couture, jakými byli např. Christian Dior, Cristóbal Balenciaga nebo Yves Saint Laurent. Když Ascher v roce 1953 navrhl (pro jeho obchodní dům) potisk textilu růžemi, Christian Dior ho nazval panem Rose Pompomem (šaty z této látky navrhl Dior i pro princeznu Margaret - a český Vogue je umístil na svou titulní stránku u příležitosti pražské výstavy v roce 2019). Ascher uspěl u Diora nejen vzory s romantickými velkými květy, ale i potisky, inspirovanými uměním dálného východu - např. motivy létajících vlaštovek. Zika také používal krajkové vzory, které nechal tisknout na experimentální materiály, v neobvyklých kombinacích, pro různé oděvní součásti (např. krajkové pláštěnky). Byl významným inovátorem v oblasti textilních materiálů, např. těžké skotské tweedy smíchal s nylonem, čímž dosáhl větší lehkosti materiálu, látka přitom neztratila svou hřejivost a měkkost, svůj původní charakter. Jeho revoluční přístup se stal legendou a symbolem novátorského propojení designu a volného umění. Látky firmy Ascher se těšily obrovské popularitě, od čtyřicátých až do osmdesátých let 20. století, a protože Zika měl smysl pro humor, pronikaly do světa i jejich veselé názvy, např. "Kanimúra, Ajamúra, Magnamúra". Zika byl progresivní ve všech směrech, např. po válce, když byl nedostatek jiného materiálu, nechal tisknout své vzory na balonové hedvábí z vojenských padáků. Ovlivnil tím i cenu (v pozitivním smyslu, pro zákazníky s nižší kupní silou) výsledného výrobku. V 50. letech k hedvábí přibyla bavlna, vlna...široké zaměření firmy, a její originálnost, se stalo světovým fenoménem. Lída se starala o prodej, PR a nové dezény, Zika vymýšlel inovace a hledal nové materiály.
V roce 1957 začal Zika pracovat a experimentovat také s mohérem (nepatentované výsledky jeho práce poté okopírovali v USA). Technikou degradé (vzor tkaniny, jehož barevné provedení vychází od světlého až k tmavému tónu, poté se láme a opětovně se opakuje, čímž vznikají násilné schodovité barevné přechody), použitou na hedvábí, dosáhl světového úspěchu (ocenění na veletrhu ve Florencii). Svými dalšími experimenty s „jednorázovou“ papírovou tkaninou předběhl dnešní eko-dobu. Finanční úspěch mu přinesl jeho další textilní vynález, prodávající se dobře především v Německu, a tím bylo zpracování sýrařského plátna. Ukázalo se, že je praktické na používání, a dobře se na něj tisknou vzory. Zika zaváděl nové vzory a nové tkaniny nejen do konfekce, ale i do "vysoké módy". Z látek s jeho tiskem vytvářely své modely nejslavnější módní domy, francouzské i italské, např. Dior, Balenciaga, Lanvin, Cardin, Y. S. Laurent, Fabiani, Paterson, Quant nebo David Sassoos a Mary Quant. Většina významných módních časopisů (Vogue, Harper’s Bazaar...) prezentovala Ascherovu produkci. Oděvy, zhotovené ze Zikových látek, nosily mnohé slavné osobnosti, např. filmové herečky, ale i členky britské královské rodiny, královna Alžběta II. a princezna Diana.
V roce 1961 založila Lída vlastní značku, otevřela Lída Ascher Boutique, kde se (s velkým úspěchem), prodávaly jí navrhované modely, především mladá móda pro volný čas.
Koncem 70. let začal Zikův obchod a výroba upadat (textilní výroba se stěhovala do levnější Asie, zájem o kvalitní látky a modely zeslábl, současně s nástupem rozvolněné módy hippies), a i když značka Ascher prosperovala až do konce Zikova života (1992), zlatá léta firmy skončila. Ve světě Zika způsobil módní revoluci, v jeho rodné zemi ho znal málokdo.

## Dědictví
Odkaz Ascherových dnes spravuje jejich syn Peter, žijící v USA. Z bohatého rodinného archivu (Ascher Family Archive) poskytl materiály k několika světovým výstavám. Jako celek bylo životní dílo Ziky a Lídy Ascherových souborně vystaveno, a kladně oceněno nejen odborníky, ale i veřejností. Poprvé v roce 1986, na retrospektivní výstavě v Muzeu hedvábí v Lyonu, a o rok později ve Victoria a Albert muzeu v Londýně (tomuto muzeu předala firma Ascher část exponátů do výstavních sbírek, v souladu s vizí prince Alberta - že umění má být přístupné všem). V roce 2011 byla kolekce Ascher Squares znovu představena, pod "taktovkou" Sama Aschera (1983), vnuka Ziky Aschera, např. reedicemi archivních návrhů Moorea, Grahama Sutherlanda a dalších umělců, nebo novými díly Zao Wou-ki, jako Nové squares. Potomci tak dál naplňují poslání Ziky a Lídy Ascherových - přinášet a šířit krásu do běžného života.
Uměleckoprůmyslové muzeum v Praze podniklo v minulých letech rozsáhlý výzkum v rodinném archivu, a výsledkem byla výstava, otevřená v březnu 2019, pod názvem Šílený hedvábník, s podtitulem Zika & Lída Ascher: textil a móda. Oděvy na výstavu zapůjčily Manchester Art Gallery, Victoria & Albert Museum v Londýně a Musée Matisse v Le Cateau Cambrésis ve Francii. Součástí projektu byla spolupráce s Ateliérem módní tvorby Vysoké školy uměleckoprůmyslové v Praze, jehož studenti vytvořili své modely z původních látek firmy Ascher. Sám Zika ve své době rád podporoval mladé talenty, věnoval jim své látky a sledoval jejich tvorbu, v 50. letech 20. stol. např. pro ně zorganizoval soutěž Try your hand.
K pražské výstavě byla ve dnech 9. a 10. září 2019 uspořádána mezinárodní konference, za osobní účasti Petra Aschera, pod záštitou  J. E. Nicka Archera, velvyslance Spojeného království Velké Británie a Severního Irska, a Evy Zažímalové, předsedkyně Akademie věd České republiky. Česká televize připravila k projektu dokumentární film.